# Jonathan Silverman
Pour les articles homonymes, voir Silverman.
Jonathan Silverman est un acteur américain, né le 5 août 1966 à Los Angeles, Californie (États-Unis).

## Biographie
Jonathan Silverman est né le 5 août 1966 à Los Angeles, Californie (États-Unis).
Ses parents Devora (née Halaban) et Hillel Emanuel Silverman, un rabbin.

### Vie privée
Il est marié à l'actrice Jennifer Finnigan depuis 2007. Ils ont une fille, Ella Jack Silverman, née en 2017.

## Filmographie

### Cinéma

#### Longs métrages
- 1985 : School Girls (Girls Just Want to Have Fun) d'Alan Metter : Drew Boreman
- 1986 : Brighton Beach Memoirs de Gene Saks : Eugene Morris Jerome
- 1988 : Le Golf en folie 2 (Caddyshack II) d'Allan Arkush : Harry
- 1988 : La mémoire brisée (Stealing Home) Steven Kampmann et William Porter : Alan Appleby adolescent
- 1989 : Week-end chez Bernie (Weekend at Bernie's) de Ted Kotcheff : Richard Parker
- 1991 : Affaire non classée (Class Action) de Michael Apted : Brian
- 1991 : Age Isn't Everything de Douglas Katz : Seymour
- 1992 : La mort vous va si bien (Death Becomes Her) de Robert Zemeckis : Jay Norman
- 1992 : Little Sister de Jimmy Zeilinger : Bobby / Roberta
- 1992 : Breaking the Rules de Neal Israel : Rob Konigsberg
- 1993 : Weekend at Bernie's II de Robert Klane : Richard Parker
- 1994 : Little Big League d'Andrew Scheinman : Jim Bowers
- 1994 : Teresa's Tattoo de Julie Cypher : Rick
- 1995 : French Exit (en) de Daphna Kastner : Davis
- 1998 : Drôle de couple 2 (The Odd Couple II) d'Howard Deutch : Brucey Madison
- 1998 : All About Sex (Denial) d'Adam Rifkin : Joel
- 1998 : 12 Bucks de Wayne Isham : Hyper
- 1998 : Sexe, strip-tease et tequila (Just a Little Harmless Sex) de Rick Rosenthal : Danny
- 2001 : Made de Jon Favreau : Un homme
- 2001 : Lip Service de Shawn Schepps : Bobby
- 2001 : It Is What It Is de Billy Frolick : Benjamin Malvern
- 2001 : The Medicine Show de Wendell Morris : Taylor Darcy
- 2004 : Barbecue party (The Cookout) de Lance Rivera : Wes
- 2005 : Laura Smiles de Jason Ruscio : Paul
- 2005 : The Life Coach de Josh Stolberg : Jonny
- 2006 : Jam de Craig E. Serling : Gary
- 2006 : Coffee Date de Stewart Wade : Barry
- 2007 : Farce of the Penguins de Bob Saget : Un SEALS (voix)
- 2007 : Jekyll de Scott Zakarin : Lanyon
- 2008 : Beethoven : Une star est née ! (Beethoven's Big Break) de Mike Elliott : Eddie
- 2011 : Swinging with the Finkels de Jonathan Newman : Peter
- 2011 : Snatched de Joe Cacaci : Johnny
- 2011 : Conception de Josh Stolberg : Brad
- 2011 : Inkubus de Glenn Ciano : Officier Tech
- 2012 : Crawlspace de Josh Stolberg : Tim Gates
- 2012 : Another Dirty Movie de lui-même : Oncle Erwin
- 2013 : Self Storage de Tom DeNucci : Jonah
- 2014 : Beethoven et le Trésor des pirates (Beethoven's Treasure Tail) de Ron Oliver : Eddie Thornton
- 2014 : G.B.F. de Darren Stein (en) : Mr Daniels
- 2014 : Very Bad Games (The Hungover Games) de Josh Stolberg : Chineca Lame
- 2014 : The Opposite Sex de Jennifer Finnigan et lui-même : Tom
- 2014 : Un Noël magique (A Magic Christmas) de R. Michael Givens : Robert Jones
- 2015 : Les revers de l'amour (Baby, Baby, Baby) de Brian Klugman : Jacob Carlin
- 2015 : Un vœu pour Noël (A Christmas Eve Miracle) de R. Michael Givens : Robert Jones
- 2016 : Diani & Devine Meet the Apocalypse d'Etta Devine et Gabriel Diani : Shane
- 2017 : Robo-Dog se déchaîne ! (Robo-Dog : Airborne) d'Anthony Steven Giordano : Carson Perry
- 2017 : Andover de Scott Perlman : Adam Slope
- 2019 : Pegasus : Pony with a Broken Wing de Giorgio Serafini : Josh Killian
- 2019 : Benchwarmers 2 : Breaking Balls de Jonathan A. Rosenbaum : L'annonceur
- 2020 : Frank and Ava de Michael Oblowitz : Mannie Sacks

#### Courts métrages
- 1992 : The Pitch de Doug Ellin : Gary
- 2000 : Men Named Milo, Women Named Greta de Larry Greenberg : La voix de la raison
- 2006 : Shoot de Neil Strauss et Cliff Dorfman : Jack Puig
- 2011 : Cookie d'Enuka Okuma : Johnny

### Télévision

#### Séries télévisées
- 1984 : E/R : David Sheinfeld
- 1984 - 1986 : Allô Nelly bobo (Gimme a Break!) : Jonathan
- 1994 : Drôles de monstres (Aaahh!!! Real Monsters) : Pugh (voix)
- 1995 : Friends : Dr Franzblau
- 1995 : Caroline in the City : Jonathan Eliot
- 1995 - 1997 : Le Célibataire (en) (The Single Guy) : Jonathan Eliot
- 1996 : Arliss : Lui-même
- 2003 : Miss Match : Barry
- 2003 : Free for All : Johnny Jenkins (voix)
- 2004 : Les Experts : Miami (CSI : Miami) : Jay Seaver
- 2004 - 2005 : Kim Possible : Jimmy Ding (voix)
- 2005 : Related : Brad
- 2007 : In Case of Emergency : Harry Kennison
- 2007 : Close to Home : Juste Cause (Close to Home) : Pete Durkin
- 2008 : Numbers : Kurt Young
- 2009 : Psych : Enquêteur malgré lui (Psych) : Ryan
- 2010 : Médium : Matt Mulhearn
- 2011 : Greek : Lasker Parkes
- 2011 : FBI : Duo très spécial (White Collar) : Gerald Jameson
- 2012 : Hot in Cleveland : Dr Minton
- 2013 : Monday Mornings : Dr John Lieberman
- 2014 : New York, unité spéciale (Law and Order : Special Victims Unit) : Josh Galloway
- 2015 : Significant Mother : Harrison Marlowe
- 2015 : Getting On : Dr Happy Gladner
- 2016 : Castle : Alan Masters
- 2016 : Baby Daddy : Malcolm
- 2017 : Rosewood : Bastion Bleiweiss
- 2017 : Still the King : Bob
- 2018 : Agent K.C. (K.C. Undercover) : Mitch Bishop
- 2018 : Scandal : Robert Bacall
- 2018 : Take Two, enquêtes en duo (Take Two) : Bradley Marsh
- 2018 : Salvation : Roland Cavanaugh
- 2019 : Le secret de Nick (No Good Nick) : Paul
- 2020 : Grey's Anatomy : Station 19 (Station 19) : Ted
- 2021 : Good Girls : Dave
- 2021 - 2022 : Moonshine : Daniel Bennett

#### Téléfilms
- 1985 : Challenge of a Lifetime de Russ Mayberry : Steven Schoonover
- 1989 : Traveling Man d'Irvin Kershner : Billy Fox
- 1992 : Tel père, quel fils ! (For Richer, for Poorer) de Jay Sandrich : Michael Katourian
- 1992 : En route pour Manhattan (Broadway Bound) de Paul Bogart : Stanley Jerome
- 1993 : 12 h 01, prisonnier du temps (12:01) de Jack Sholder : Barry Thomas
- 1995 : Portrait dans la nuit (Sketch Artist II : Hands That See) de Jack Sholder : Glenn
- 1999 : Freak City de Lynne Littman : Lenny Stanapolous
- 2000 : Le Faussaire (The Inspectors 2 : A Shred of Evidence) de Brad Turner : Alex Urbina
- 2001 : Drôles de retrouvailles (These Old Broads) de Matthew Diamond : Wesley Westbourne
- 2002 : Bobbie's Girl de Jeremy Kagan : David Lewis
- 2003 : Actions de défense (Deacons for Defense) de Bill Duke : Michael Deane
- 2010 : Vacances en famille (Jack's Family Adventure) de Bradford May : Jack Vickery